# Крістер Майбек
Крістер Майбек  (швед. Christer Majbäck, 30 січня 1964) — шведський лижник, олімпійський медаліст.

## Виступи на Олімпіадах
| Олімпіада        | Дисципліна              | Місце |
| ---------------- | ----------------------- | ----- |
| Калгарі 1988     | 15 км                   | 11    |
| Альбервіль 1992  | 10 км                   | 3     |
| Альбервіль 1992  | 30 км                   | 6     |
| Альбервіль 1992  | 50 км                   | 16    |
| Альбервіль 1992  | Переслідування 10/15 км | 6     |
| Альбервіль 1992  | Естафета 4 × 10 км      | 4     |
| Ліллехаммер 1994 | 10 км                   | 19    |
| Ліллехаммер 1994 | 50 км                   | 6     |
| Ліллехаммер 1994 | Переслідування 10/15 км | 23    |
| Ліллехаммер 1994 | Естафета 4 × 10 км      | 6     |

## Зовнішні посилання
- Досьє на sport.references.com [Архівовано 29 січня 2010 у Wayback Machine.]

1. ↑  Olympedia — 2006.